# NGC 4550
NGC 4550 is een lensvormig sterrenstelsel in het sterrenbeeld Maagd. Het hemelobject werd op 17 april 1784 ontdekt door de Duits-Britse astronoom William Herschel.

## Synoniemen
- UGC 7757
- MCG 2-32-147
- ZWG 70.182
- VCC 1619
- PGC 41943